# Tałtowisko
Tałtowisko – jezioro w woj. warmińsko-mazurskim, w pow. giżyckim, w gminie Ryn. Jest to jedno z jezior na szlaku Wielkich Jezior Mazurskich na odcinku od Giżycka do Mikołajek.
Powierzchnia zwierciadła wody, według różnych źródeł, wynosi od 310,0 ha do 326,9 ha. Zwierciadło wody położone jest na wysokości 116,1 m n.p.m. Średnia głębokość jeziora wynosi 14,0 m, natomiast głębokość maksymalna 39,5 m.
Jest to typ jeziora rynnowego z największą głębokością w części północno-zachodniej. Szlak żeglugowy przez jezioro ma długość 1,5 km. Tałtowisko łączy się z położonym na wschodzie Jeziorem Kotek Wielki przez Kanał Grunwaldzki, a z położonym na zachodzie jeziorem Tałty przez Kanał Tałcki. Okolica jeziora jest mało zaludniona, tylko na zachodnim jego brzegu znajduje się kolonijna zabudowa wsi Skorupki. Jezioro jest na szlaku żeglugi dzięki kanałom mazurskim. Jezioro jest zasobne w związki biogenne, stężenia fosforanów i fosforu całkowitego przeważnie osiągały wartości pozaklasowe, a stężenie fosforu całkowitego nad dnem mieściło się w granicach III klasy czystości. Nastąpił wzrost zawartości związków azotu do stężeń zawierających się w I–II klasie czystości do wartości pozaklasowych dla azotu mineralnego. Stężenie azotu amonowego nad dnem w lecie osiąga granice II klasy, a zawartość azotu całkowitego mieści się w granicach III klasy czystości. Brzegi jeziora są dość wysokie, stok jeziorny w części centralnej stromy, litoral jeziora zajmuje prawie 30% powierzchni jeziora, w tym 35 ha porasta roślinność wynurzona, głównie trzcina, 58 ha roślinność zanurzona (rdestnice i mech wodny). Około 70% otoczenia jeziora zajmują grunty orne i łąki, 30% porasta las. Podłoże zlewni jeziora stanowią różnego typu gleby bielicowe.
Do jeziora dopływają również trzy rowy melioracyjne, o małych przepływach chwilowych i stanie czystości odpowiadającym normom I–II klasy. Woda ze zbiornika odpływa Kanałem Tałckim do jeziora Tałty.
W oparciu o badania przeprowadzone w 2001 roku wody jeziora zaliczono do III klasy czystości.